# Mirosław Ziętarski
Mirosław Ziętarski (Ciechocin, 9 de março de 1993) é um remador polonês.

## Carreira
Fez sua estreia olímpica em 2016 no Rio de Janeiro. Jogou na equipe dupla junto com Mateusz Biskup, Wiktor Chable e Dariusz Radosz. Eles ficaram em segundo lugar na fase de qualificação, o que lhes permitiu avançar para a final. Lá eles ficaram em quarto lugar, 1,44 segundos atrás da posição de medalha.
Nos Jogos Olímpicos de Verão de 2024, em Paris, conquistou a medalha de bronze na competição de skiff quádruplo masculino, ao lado de Fabian Barański, Mateusz Biskup e Dominik Czaja com o tempo de 5:44.59.